# 福萨
福萨（義大利語：Fossa），是意大利阿奎拉省的一个市镇。总面积8.63平方公里，人口703人，人口密度81.5人/平方公里（2009年）。ISTAT代码为066044。